# Shumpei Inoue
Shumpei Inoue (井上 俊平 Inoue Shunpei?) fue un futbolista japonés que se desempeñaba como delantero.
Inoue fue elegido para integrar la selección nacional de Japón para los Juegos del Lejano Oriente de 1923.

## Trayectoria

### Clubes
| Club     | País  | Año  |
| -------- | ----- | ---- |
| Osaka SC | Japón | ???? |

### Selección nacional
| Selección | País  | Año  |
| --------- | ----- | ---- |
| Absoluta  | Japón | 1923 |

## Estadística de equipo nacional
| Selección de Japón | Selección de Japón | Selección de Japón |
| Año                | Part.              | Goles              |
| ------------------ | ------------------ | ------------------ |
| 1923               | 1                  | 0                  |
| Total              | 1                  | 0                  |